# Lista de pinturas no Museu dos Biscainhos

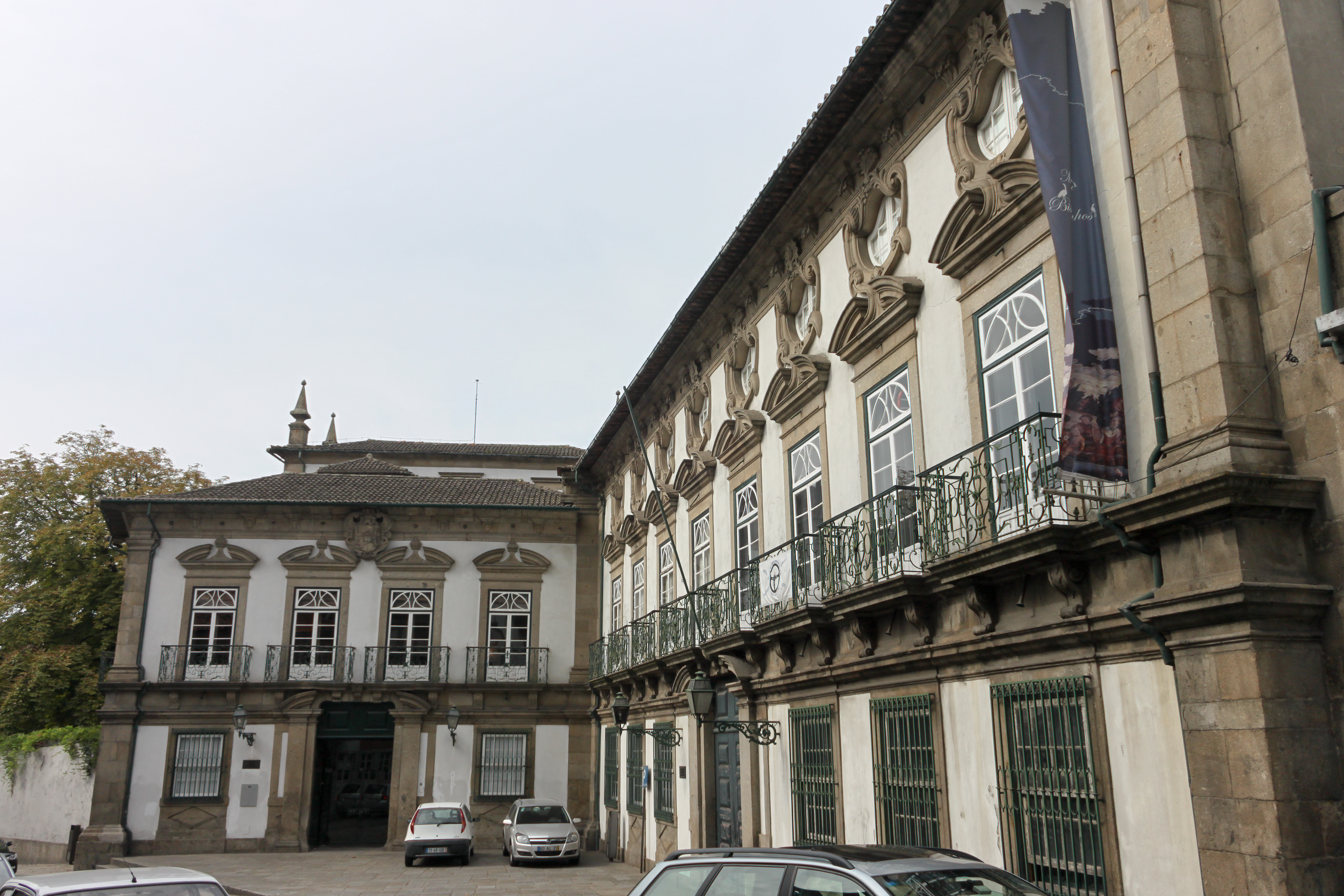
Casa dos Biscaínhos

Esta lista de pinturas no Museu dos Biscaínhos é uma lista não exaustiva das 
pinturas existentes neste palácio-museu de Braga, não contendo assim todas as pinturas que fazem parte do seu acervo, mas tão só das que se encontram registadas na Wikidata.
A lista está ordenada pela data da publicação de cada pintura. Como nas outras listas geradas a partir da Wikidata, os dados cuja designação se encontra em itálico apenas têm ficha na Wikidata, não tendo ainda artigo próprio criado na Wikipédia.
O Museu dos Biscainhos está instalado no Palácio dos Biscainhos desde 1978. A exposição permanente, para além de coleções de artes decorativas, instrumentos musicais, meios de transporte, gravura, escultura/talha e azulejaria, integra um conjunto de pinturas desde o século XVII ao primeiro quarto do século XIX.
| Imagem | Título                                              | Criador                       | Data de Criação | Retrata                                               | Descrito em |
| ------ | --------------------------------------------------- | ----------------------------- | --------------- | ----------------------------------------------------- | ----------- |
|        | Salomé e a cabeça de São João Batista               | No/unknown value              | século XVII     | Salomé João Batista                                   |             |
|        | São Martinho                                        | No/unknown value              |                 | Martinho de Tours                                     |             |
|        | Júpiter em Concílio de Deuses                       |                               |                 | Júpiter Olimpo                                        |             |
|        | A Virgem Maria e o Menino Jesus e São João Baptista | No/unknown value              |                 | Virgem Maria Jesus João Batista                       |             |
|        | São Bento                                           | No/unknown value              |                 | Bento de Núrsia                                       |             |
|        | Morte de Cleópatra                                  | No/unknown value              | século XVII     | Cleópatra                                             |             |
|        | Tríptico de Santo António                           | No/unknown value              | século XVII     | Santo António de Lisboa Francisco de Assis Anunciação |             |
|        | Retrato do Príncipe José do Brasil                  | No/unknown value              | século XVIII    | José, Príncipe do Brasil                              |             |
|        | Santa Maria Madalena                                | No/unknown value              | século XVIII    | Maria Madalena                                        |             |
|        | Retrato de D. João V, Rei de Portugal               | No/unknown value              | século XVIII    | D. João V                                             |             |
|        | Retrato de D. Maria I, Rainha de Portugal           | No/unknown value              | século XVIII    | Maria I de Portugal                                   |             |
|        | Retrato de D. Pedro III, Rei de Portugal            | No/unknown value              | século XVIII    | Pedro III de Portugal                                 |             |
|        | Centenário da morte de Beato Miguel de Carvalho     | No/unknown value              | 1724            | Miguel de Carvalho                                    |             |
|        | Êxtase de Santa Teresa d´Ávila                      | Pedro Alexandrino de Carvalho | século XVIII    | Teresa de Ávila                                       |             |

∑ 14 items.